# Rieth (Luckow)
Rieth ist ein Ortsteil der Gemeinde Luckow im Landkreis Vorpommern-Greifswald in Mecklenburg-Vorpommern. Bis zum 31. Dezember 1997 eine selbständige Gemeinde, ist Rieth heute der nördlichste deutsche Grenzort zur Republik Polen auf dem Festland.
Rieth liegt am Südufer des Neuwarper Sees, gegenüber der Insel Riether Werder.

## Geschichte
Rieth wurde 1252 erstmals urkundlich erwähnt, als der Pommernherzog Barnim I. das Gebiet dem Kloster Eldena schenkte. Dorf bzw. Gut waren im Besitz von Nikolaus Bröker (ab 1317). Die Familie erwarb Anfang des 14. Jahrhunderts Lehen an der Haffküste, zu dem Rieth, Vogelsang, Warsin, Bellin, Luckow, Mönkeberg, Albrechtshof und später auch Lebehn und Nadrensee. Das Gut war danach u. a. im Besitz des schwedischen Majors Hinrich Anderson und Erben (ab um 1648), der Familien Bröker (ab 1690), von Bülow (ab 1802) und Jaffe (ab 1872). Das Gutshaus stammt von 1841.
Nach dem Dreißigjährigen Krieg wurde die zerstörte Riether Kirche als Backsteinbau mit Fachwerk-Glockenturm von der Familie von Bröcker wieder neu errichtet; sie wurde 1731  restauriert. Das Gebiet gelangte 1720 von Schweden nach Preußen. Am Ende des 18. Jahrhunderts setzte langsam ein wirtschaftlicher Aufschwung ein. Neben dem Ackerbau und der Schifffahrt gab es in Rieth Fischer, Schmiede und Gärtner. Bis in die 1930er Jahre kamen eine Molkerei, eine Brauerei und ein Sägewerk dazu. Das Gut hatte (um die Jahrhundertwende ?) Preußen aufgekauft. Bis 1945 war die staatliche Oberförsterei im Herrenhaus untergebracht. Während der DDR-Zeit war „Schloss Rieth“ ein beliebtes Ferienobjekt. Es  wird heute als Wohnhaus genutzt.
Durch die Grenzziehung nach dem Zweiten Weltkrieg verlor der Ort die Anbindung an die heute polnischen Gebiete und die pommersche Hauptstadt Stettin, da die Bahnstrecke Rieth–Stettin größtenteils demontiert wurde.

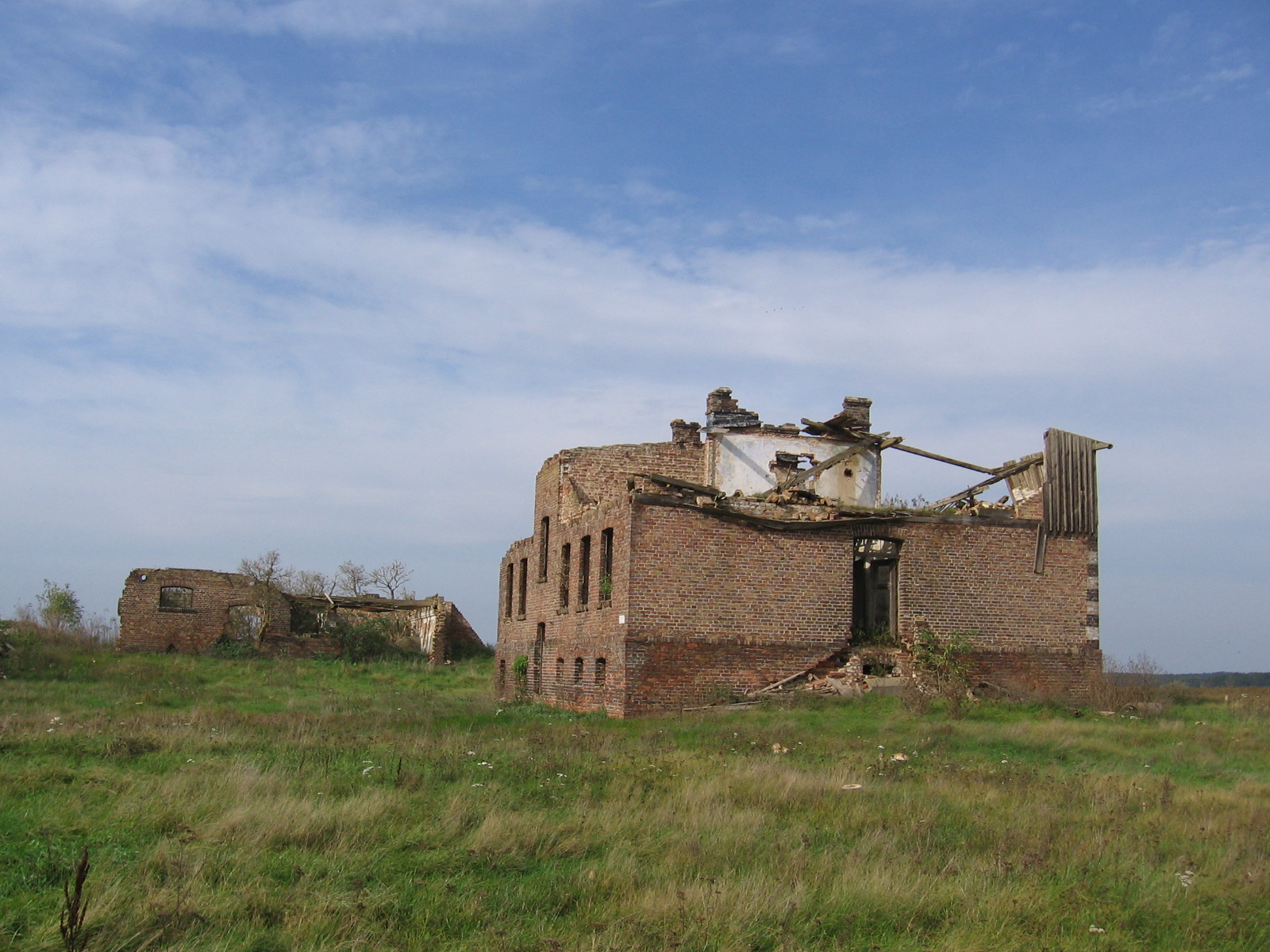
Gebäudereste auf der Insel Riether Werder

## Infrastruktur, Sonstiges
Lagebedingt verlor der Ort nach dem Zweiten Weltkrieg Einwohner. Der Tourismus entwickelte sich positiv, vor allem durch Naturfreunde. Eine unter strengem Schutz stehende Orchideenwiese liegt direkt an der polnischen Grenze.
An Rieth führt der Teufelsgraben vorbei, der vor 200 Jahren angelegt wurde, um den vier Kilometer vom Neuwarper See entfernten Ahlbecker See abzulassen. Dieser ehemalige See (Seegrund genannt) ist heute eine Feuchtwiese, die unter Naturschutz steht.
Nach Rieth gelangt man über die einzige Straße von Ahlbeck aus.
Für den Film Großstadtklein wurden einige Szenen in Rieth gedreht.

## Belege
1. ↑  Filmkulisse Stettiner Haff: "GROSSSTADTKLEIN" spielt im Riether Winkel